# Liga V
Liga V es una competición regional que corresponde al quinto nivel de ligas del fútbol rumano, organizada por la Federación Rumana de Fútbol. 

## Formato
Al igual que la Liga IV, la Liga V está dividida en 42 divisiones regionales organizadas por las asociaciones de fútbol de los distritos de Rumania. Los campeones de cada división participan en un play-off para ascender a la Liga IV y los últimos clasificados descienden a la Liga VI.